# Кузелга
Кузелга — река в России, протекает в Башкортостане. Левый приток Белой.

## Описание
Длина реки 32 км. Исток в Аургазинском районе в 4 км к юго-западу от деревни Мустафино. Течёт по району на северо-восток, в низовьях участок течения проходит по Кармаскалинскому району. В пойме Белой река попадает в старицу Маляш, течёт по ней на юг и впадает в Белую по левому берегу в 643 км от устья.
Основные притоки: Сителга (лв), Таукей (пр), Читлы (лв).
Имеется пруд объёмом 820 тыс. м³ в селе Тряпино. В низовьях реку пересекает ж.-д. линия Уфа — Оренбург.
Крупнейшие населённые пункты (более 150 чел.) на реке — скопление сёл Тряпино/Заитово/Новогуровка, деревни Мустафино, Нижние Леканды; в бассейне — Новофёдоровка, Утеймуллино, Верхний Тюкунь.

## Данные водного реестра
По данным государственного водного реестра России относится к Камскому бассейновому округу, водохозяйственный участок реки — Белая от города Стерлитамак до водомерного поста у села Охлебино, без реки Сим, речной подбассейн реки — Белая. Речной бассейн реки — Кама.
Код водного объекта в государственном водном реестре — 10010200712211100018644.